# 1872 na ciência

## Nascimentos
| Data       | Nome                  | Profissão             | Nacionalidade                         | Observações                                        | Ref         |
| ---------- | --------------------- | --------------------- | ------------------------------------- | -------------------------------------------------- | ----------- |
| 5 de junho | Arthur William Rogers | naturalista e geólogo | Reino Unido da Grã-Bretanha e Irlanda | m. 1946 Medalha Bigsby 1907 Medalha Wollaston 1931 | [ 1 ] [ 2 ] |

## Mortes
| Data       | Nome         | Profissão                 | Nacionalidade  | Observações | Ref |
| ---------- | ------------ | ------------------------- | -------------- | ----------- | --- |
| 2 de abril | Samuel Morse | inventor, físico e pintor | Estados Unidos | n. 1791     |     |

## Prémios
Medalha Copley
- Friedrich Wöhler[3]